# Land of the Lost
Land of the Lost är en amerikansk science fiction-äventyr-komedifilm från 2009 regisserad av Brad Silberling. Medverkar gör bland andra Will Ferrell, Danny McBride, Anna Friel, Jorma Taccone och John Boylan. Filmen är baserad på TV-serien med samma namn från 1974.

## Handling
Will Ferrell spelar vetenskapsmannen Rick Marshall som tillsammans med en student, Holly Cantrell (Anna Friel), och en presentaffärsinnehavare, Will Stanton (Danny McBride), kommer till en annan dimension. Där stöter trion på diverse varelser, bland annat en apliknande figur, Chaka (Jorma Taccone), som blir deras vän och guide. Samtidigt som de försöker överleva och hitta apparaten som gör det möjligt för dem att återvända hem, dokumenterar Marshall också händelseförloppet emellanåt för att kunna bevisa sina teorier kring resor i rumtid. Gänget upptäcker senare också fler utmaningar i Land of the Lost. 